# 北毛病院
北毛病院（ほくもうびょういん）は、北毛保健生活協同組合が群馬県渋川市有馬に設置する病院。

## 概要
救急告示病院であり、渋川市内救急搬送のうち、3台に1台を受け入れており、渋川市内救急の砦として24時間365日地域の救急医療を担っている。また渋川保健医療圏の二次救急を担う一般急性期病院として、渋川広域消防本部との合同カンファレンスを定期開催し、互いの救急医療の質の向上に努めている。
前橋協立病院群・群馬大学医学部付属病院の協力型臨床研修病院として認定されている。
無料低額診療事業を実施し、全日本民主医療機関連合会(民医連)に加盟している。

## 診療科
(この節の出典)
- 内科
- 消化器科
- 外科
- 小児科
- 眼科
- 皮膚科
- 肛門科
- 精神科
- 救急科

## 医療機関の認定
(この節の出典)
- 保険医療機関
- 労災保険指定医療機関
- 指定自立支援医療機関（精神通院医療）
- 精神保健指定医の配置されている医療機関
- 身体障害者福祉法指定医の配置されている医療機関
- 生活保護法指定医療機関(中国残留邦人等の円滑な帰国の促進並びに永住帰国した中国残留邦人等及び特定配偶者の自立の支援に関する法律(平成6年法律第30号)に基づく指定医療機関を含む。)
- 結核指定医療機関
- 難病の患者に対する医療等に関する法律(平成26年法律第50号)に基づく指定医療機関
- 原子爆弾被害者医療指定医療機関
- 原子爆弾被害者一般疾病医療取扱医療機関
- 臨床修練病院等
- 臨床教授等病院
- 無料低額診療事業実施医療機関

## 差額ベッド代について
病院の理念により、差額ベッド料（個室料）を徴収していない。

## 交通アクセス
- JR上越線「八木原駅」より徒歩25分、車で約6分
- JR上越線・吾妻線「渋川駅」から関越交通バス(渋川温泉行)乗車、「北毛病院入口」停留所下車すぐ

## 周辺
- 北群馬信用金庫 渋川南支店
- 渋川市有馬野球場
- 群馬県警渋川警察署